# Тхай Нгуйен
Тхай Нгуйен (на виетнамски: Thái Nguyên) e град във Виетнам. Населението му е 199 732 жители (по данни от 2009 г.), а площта 189,705 км². Известен е със своя чай във Виетнам. През 1959 г. в града е построен първия завод за стомана във Виетнам. Основен университетски център, който обслужва цял Северен Виетнам, като само Ханой и Хошимин имат по-развити университетски системи от Тхай Нгуйен.